# Proomphe
Proomphe là một chi bướm đêm thuộc họ Geometridae.